# Bethelium x-scriptum
Bethelium x-scriptum är en skalbaggsart som beskrevs av Aurivillius 1917. Bethelium x-scriptum ingår i släktet Bethelium och familjen långhorningar. Inga underarter finns listade.